# Richia incumbens
Richia incumbens là một loài bướm đêm trong họ Noctuidae.